# David Aaron Baker
David Aaron Baker (Durham (North Carolina), 14 augustus 1963) is een Amerikaans acteur.

## Biografie
Baker is geboren in Durham maar groeide op in Normal (Illinois). Hij heeft gestudeerd aan de Illinois State University in Normal en hierna heeft hij gestudeerd aan de Universiteit van Texas in Austin waar hij zijn bachelor of fine arts haalde. Het acteren heeft hij geleerd aan de Juilliard School in New York waar hij in 1990 zijn diploma haalde.
Baker begon met acteren in het theater, hij maakte in 1993 zijn debuut op Broadway met het toneelstuk White Liars & Black Comedy. Hierna heeft hij nog meerdere rollen gespeeld op Broadway en off-Broadway.
Baker begon in 1995 met acteren voor televisie met de televisieserie New York News. Hierna heeft hij nog meerdere rollen gespeeld in televisieseries en films zoals Rose Hill (1997), The Practice (2001), Two Weeks Notice (2002), Law & Order (1996-2010) en Boardwalk Empire (2010-2011).

## Filmografie[2]

### Films
Uitgezonderd korte films.
- 2023 Asleep in My Palm - als Sam Wallace
- 2023 Dogleg - als vader van Alan
- 2021 Ghosts of the Ozarks - als Jesse
- 2019 Sometime Other Than Now - als Tom
- 2019 The Irishman - als federale aanklager
- 2018 Boarding School - als Davis
- 2017 The Post - als Alexander Bickel
- 2017 Easy Living - als Alan Gilmore
- 2016 The Purge: Election Year - als Tommy Roseland
- 2016 Custody - als Drew
- 2015 The Adversaries - als PJ Harkins
- 2015 Irrational Man - als vriend van Carol
- 2015 S E Q U E N C - als James Martin
- 2015 Anesthesia - als Devlin
- 2014 All Relative - als Phil
- 2014 Hungry Hearts - als Dr. Jacob
- 2014 And So It Goes - als David Shaw
- 2014 Blood and Circumstance - als Ellis Andrews
- 2013 Phil Spector - als ADA Alan Jackson
- 2010 Meskade – als Russ Winston
- 2010 Edge of Darkness – als Millroy
- 2009 Once More with Feeling – als Rich
- 2006 Molly: An American Girl on the Home Front – als Dr. James McIntere
- 2006 The Hoax – als Brad Silber
- 2006 Haskett's Chance – als predikant
- 2004 Melinda and Melinda – als Steve Walsh
- 2004 Marie and Bruce – als Antoine
- 2003 The Music Man – als Marcellus Washburn
- 2002 Two Weeks Notice – als man die taxi instapt
- 2001 Kate & Leopold – als directielid van studio
- 2001 WW 3 – als agent Gold
- 2001 Kissing Jessica Stein – als Dan Stein
- 2000 The Tao of Steve – als Rick
- 2000 Other Voices – als Phil
- 1999 Getting to Know You – als Dr. Clarke
- 1998 Hi-Life – als Cliff
- 1997 Rose Hill – als Harrison Elliot

### Televisieseries
Uitgezonderd eenmalige gastrollen.
- 2022 Listening In - als Henry - 6 afl.
- 2019 - 2020 Billions - als Larry Brogan - 4 afl.
- 2017 - 2018 The Marvelous Mrs. Maisel - als Charles Connelly - 3 afl.
- 2017 The Deuce - als James Schuster - 2 afl.
- 2016 Person of Interest - als S.A. Martin LeRoux - 2 afl.
- 2016 Madoff - als Nathan Rubenstein - 4 afl.
- 2013 - 2014 Revolution - als Roger Allenford - 4 afl.
- 2010 – 2011 Boardwalk Empire – als Bill Fallon – 6 afl.
- 2008 – 2010 Law & Order – als Jake Nemeth – 2 afl.
- 2001 The Practice – als Joshua Pashman – 2 afl.

## Theaterwerk opBroadway[3]
- 2010 – 2011 The Merchant of Venice – als Gratiano (understudy)
- 2004 A Raisin in the Sun – als Karl Linder
- 1999 – 2000 The Rainmaker – als Jim Curry
- 1996 – 1997 Once Upon a Mattress – als prins Dauntless
- 1995 The Molière Comedies – als Ergaste / Lélie
- 1994 The Flowering Peach – als Japheth
- 1993 – 1994 Abe Lincoln in Illinois – als William Herndon
- 1993 White Liars & Black Comedy – als Tom / Brindsley Miller (understudy)

- Biblioteca Nacional de España: XX1798953
- Gemeinsame Normdatei: 141857676
- International Standard Name Identifier: 0000 0000 8100 4505
- Library of Congress Control Number: no2002076631
- MusicBrainz: c85a31ab-cef5-4839-8c2e-a382f534b802
- Nederlandse Thesaurus van Auteursnamen: 298897377
- Virtual International Authority File: 21815868
- WorldCat: E39PBJv8BvwmDh77Bbkf4Q7fv3